# Pallbearer
Pallbearer est un groupe de doom metal américain, originaire de Little Rock, en Arkansas. Formé en 2008, ils publient leur premier album studio, intitulé Sorrow and Extinction, en 2012. Leur deuxième album est publié en 2014. Au début de 2017, ils signent avec le label Nuclear Blast, et sortent leur troisième album, Heartless.

## Biographie
Pallbearer est formé en 2008 à Little Rock, en Arkansas. Ils publient leur première démo de trois chansons en 2010, puis leur premier album studio, intitulé Sorrow and Extinction, en 2012. Sorrow and Extinction est récompensé Best New Music par Pitchfork, et est cité parmi les meilleurs albums de l'année par Spin et NPR,. Leur deuxième album publié en 2014, Foundations of Burden, est également désigné Best New Music par Pitchfork.
En janvier 2015, Pallbearer est annoncé à la tournée Decibel, organisée entre mars et avril aux côtés de At the Gates, Converge et Vallenfyre. Ils annoncent le mois suivant, en février, une tournée européenne en soutien à leur deuxième album. En avril 2015, le groupe publie son tout premier clip, celui de la chanson Watcher in the Dark, tirée de Foundations of Burden. À la fin de 2016, Pallbearer publie un nouvel EP intitulé Fear and Fury qui comprend trois chansons, une chanson remasterisée, et deux reprises : « Over and Over » de Black Sabbath et « Love You to Death » de Type O Negative.
Le 4 janvier 2017, le groupe annonce sa signature au label Nuclear Blast pour une distribution au Royaume-Uni, en Europe, en Australie, en Nouvelle-Zélande. Ils annoncent en parallèle la sortie de leur troisième album, intitulé Heartless, qui sort le 24 mars 2017.

## Membres

### Membres actuels
- Brett Campbell - chant, guitare (depuis 2008)[1]
- Devin Holt - guitare (depuis 2008)[1]
- Joseph D. Rowland - basse (depuis 2008)[1]
- Mark Lierly - batterie (depuis 2012)[1]

### Anciens membres
- Kevin Rains - batterie[1]
- Zach Stine - batterie[1]
- David Dobbs - batterie[1]
- Chuck Schaaf - batterie (2010-2012)[1]

## Discographie

### Albums studio
- 2012 - Sorrow and Extinction
- 2014 - Foundations of Burden
- 2017 - Heartless
- 2020 - Forgotten Days
- 2024 - Mind Burns Alive